# Тайкурська сільська рада
Тайкурська сільська́ ра́да — орган місцевого самоврядування в Рівненському районі Рівненської області. Адміністративний центр — село Тайкури.

## Загальні відомості
- Тайкурська сільська рада утворена в 1954 році.
- Територія ради: 27,113 км²
- Населення ради: 884 особи (станом на 2001 рік)

## Населені пункти
Сільській раді підпорядковані населені пункти:
- с. Тайкури
- с. Порозове

## Склад ради
Рада складається з 16 депутатів та голови.
- Голова ради: Музичка Валентина Романівна
- Секретар ради: Самсонюк Ганна Вікторівна

### Керівний склад попередніх скликань
| Прізвище, ім'я, по батькові | Основні відомості                                                               | Дата обрання | Дата звільнення |
| --------------------------- | ------------------------------------------------------------------------------- | ------------ | --------------- |
| Музичка Валентина Романівна | Сільський голова, 1961 року народження, освіта середня спеціальна, позапартійна | 26.03.2006   | 31.10.2010      |
| Музичка Валентина Романівна | Сільський голова, 1961 року народження, освіта середня спеціальна, позапартійна | 31.10.2010   |                 |

Примітка: таблиця складена за даними сайту Верховної Ради України